# Бандера Андрій Михайлович
о. Андрі́й Миха́йлович Банде́ра (11 грудня 1882, Стрий, Львівщина — 10 липня 1941, Київ) — священник УГКЦ, капелан, культурно-громадський діяч, політик Західноукраїнської Народної Республіки, ветеран польсько-української війни. Член Наукового товариства Тараса Шевченка.
Батько Богдана, Василя, Володимири, Марти-Марії, Оксани, Олександра і Степана Бандерів.
Репресований московсько-більшовицьким режимом.

## Життєпис

Родинний дім Андрія Бандери у Старому Угринові

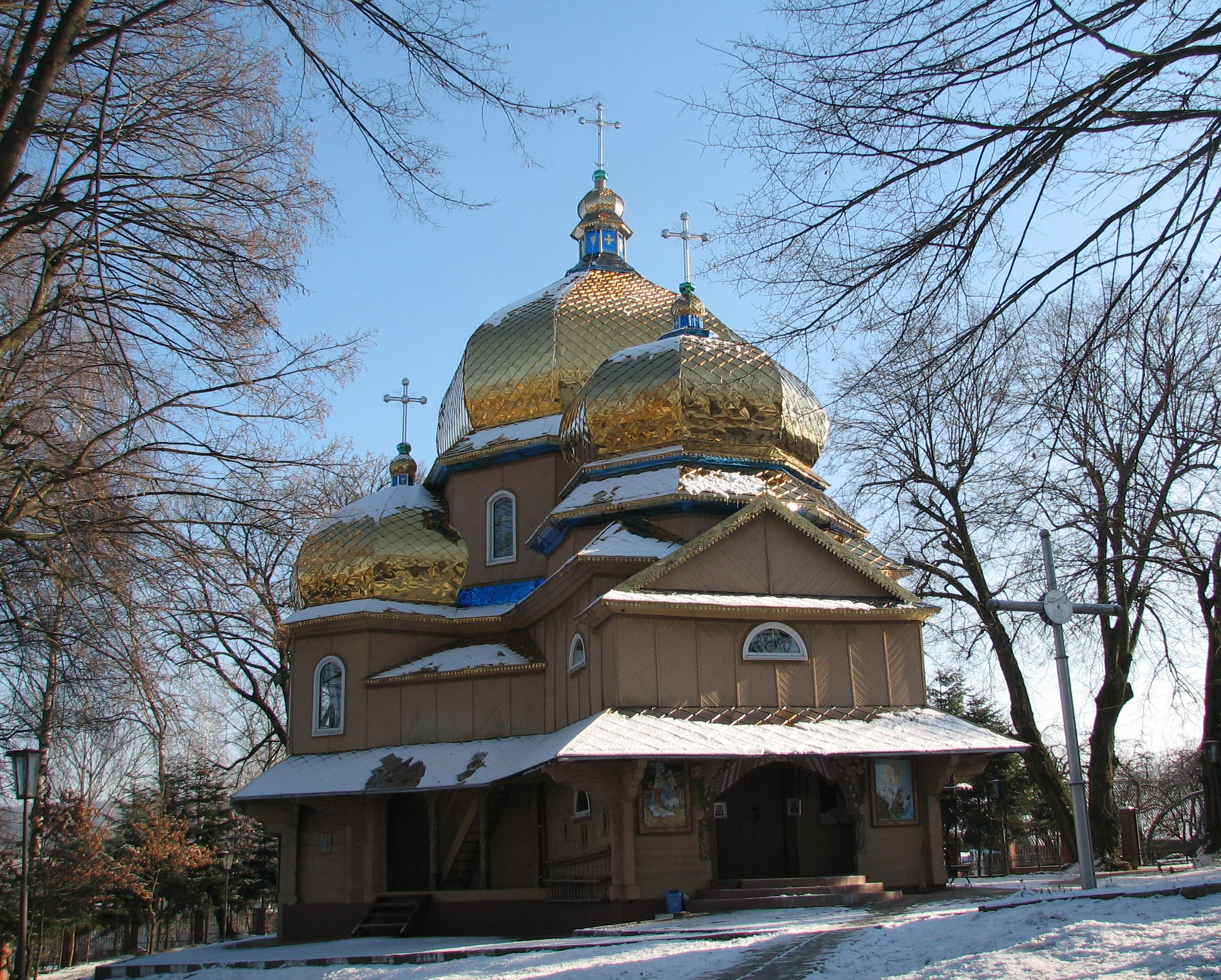
Церква у Старому Угринові, в якій служив о. Андрій

Ольга Бачинська, Іларіон Бачинський та о.Андрій Бандера в курортному містечку Малий Лошинь, тепер Хорватія. Квітень 1912 р.

Народився 1882 року в місті Стрий на Львівщині. Батько — Михайло, мати — Євфрозина.
Андрій Бандера в 1898 році з відзнакою закінчив IVa клас цісарсько-королівської Стрийської гімназії, у 1899 — V клас із першим ступенем. За даними звіту дирекції цього навчального закладу, у 1902 році він закінчив VIII клас, склав випускні іспити, отримавши свідоцтво зрілості (в електронних варіантах статей про о. Андрія Бандеру в «Енцилопедії історії України» та «Енциклопедії сучасної України» — що закінчив у 1905 році). Богословський факультет Львівського університету Андрій Бандера закінчив у 1906 році. У тому самому році в листопаді висвятився, а перед цим одружився з дочкою священника Мирославою Глодзінською.
Мав активну політичну позицію ще під час свого навчання в гімназії — вступив до лав УНДП. Під час виборів займався політичною роз'яснювальною роботою серед селян. Член Наукового товариства Тараса Шевченка з 1910 р. У домі о. Бандери часто з'їжджалися активні учасники українського національного життя Галичини, зокрема: Павло Ґлодзінський — один з основників «Маслосоюзу» і «Сільського Господаря» (українські господарські установи), Ярослав Весоловський — український журналіст і урядник у Відні, скульптор Михайло Гаврилко та інші.
У жовтні — листопаді 1918 року о. Андрій Бандера належав до організаторів української влади в Калуському повіті. Формував зі селян довколишніх сіл військові відділи, озброєнні захованою в 1917 році зброєю.
У 1919 р. делегат Української Національної Ради ЗУНР у Станиславові від Калуського повіту, голосував за Акт злуки. Під час Польсько-української війни добровільно вступив в Українську Галицьку армію, де в 1919–1920 роках служив капеланом 9-го полку Третьої Бережанської бригади УГА 2-го корпусу.
Від 28 травня до 8 червня 1919 р. разом із сім'єю проживав у Бучачі (в домі родини Гафтковичів), згодом переїхав до с. Ягільниця (нині Чортківського району Тернопільської області).
Влітку 1920 р. повернувся до Галичини. Деякий час переховуватися від польських офіційних органів, з огляду на переслідування ними українських політичних діячів. У 1922 р. від туберкульозу горла померла дружина о. Андрія Мирослава.
У 1920–1930 — парох у Старому Угринові, співпрацював у калуській філії «Сільського господаря».
У 1930–1936 — парох у с. Воля-Задеревацька. У 1936–1941 — парох с. Тростянець Долинського повіту.

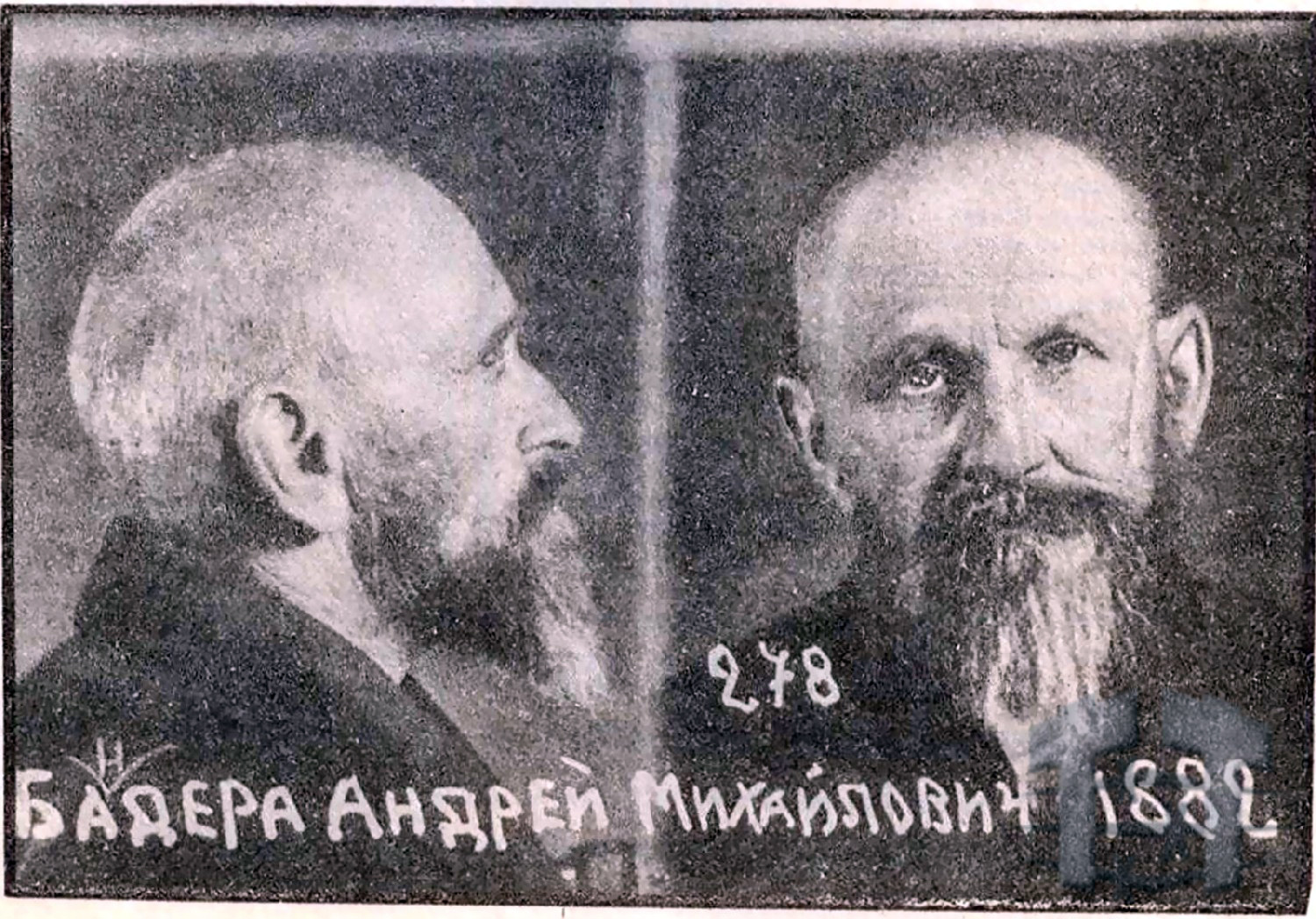
Андрій Бандера. Світлину зроблено після арешту НКВС, 1941 р.

У ніч з 22 на 23 травня або 23 травня 1941 заарештований як батько «руководителя краковского центра ОУН Степана Андреевича Бандери». П'ять днів перебував у Станіславській тюрмі, місяць і 13 — у київській.
2 липня 1941 року слідство у справі отця Андрія Бандери завершилося. В обвинувальному висновку, складеному слідчими, йшлося про переховування нелегала, наявність націоналістичної літератури, націоналістичні переконання підслідного. Проте першим, отже — головним — звинуваченням священника, було те, що він, «будучи батьком керівника закордонного проводу антирадянської націоналістичної організації ОУН Бандери Степана Андрійовича, підтримував з ним до останнього часу систематичний зв'язок». 7 липня відбувся «суд», який тривав менше двох годин. Відповідаючи на питання суддів про своїх дітей, отець Андрій Бандера гордо відповів: «Я своїм дітям дав належне виховання, прививаючи їм любов до України. Світогляди моїх синів і доньок однакові».
Після численних катувань був засуджений до розстрілу 8 липня і через три дні розстріляний. Перед смертю написав «Мої особисті зізнання» (кримінальна справа № 61112) — сповідь про себе, свою родину і суспільно-політичне життя в Західній Україні 40-х pp. XX ст. Жодної інформації про місце його поховання справа не містить. Ймовірно, він знайшов останній спочинок у Биківні, де протягом 1937–1941 років ховали розстріляних НКВС у Києві.
Реабілітований 8 листопада 1992 року.

## Вшанування
У віконній ніші святилища церкви Успіння Пресвятої Богородиці в Козові на Тернопільщині в 2015 році, а також у церкві села Старого Угринова, де він служив, встановили вітражі із зображенням о. Андрія Бандери.
При Народному Домі села Середній Угринів створено Парохіяльний молодіжний волонтерський осередок імені отця Андрія Бандери
15 жовтня 2019 року на фасаді СШ № 5 міста Івано-Франківська урочисто відкрили анотаційну дошку, присвячену о. Андрію Бандері. У цьому приміщення отець був ув'язненим протягом п'яти днів.